# 凌霞
凌霞（?—？），一名瑕，字子與，號塵遺，號病鶴、墉鶴布衣，晚號疣琴居士，或稱樂石野叟，別署二金梅室，歸安（今浙江湖州）人，清代文人。

## 生平
工詩，精通小学，與楊峴、陸心源、施均甫諸人稱“苕上七子”。名列吳昌碩《石交錄》43位契友之一。著有《天隱堂文錄》、《三高遺墨樓集》、《癖好堂收藏金石書目》等。

## 家族
裔祖父凌義渠。